# Enceinte de Saint-Omer
 (avril 2020).
Si vous disposez d'ouvrages ou d'articles de référence ou si vous connaissez des sites web de qualité traitant du thème abordé ici, merci de compléter l'article en donnant les références utiles à sa vérifiabilité et en les liant à la section « Notes et références ».
L'enceinte de Saint-Omer est un ancien ensemble de fortifications qui protégeait la ville de Saint-Omer.

## Les fortifications modernes

### Les premiers bastions
Les deux premiers bastions sont érigés dans la première moitié du XVIe siècle sous Charles Quint, ce sont les bastions de Saint-Venant (43) et de Sainte-Croix (47), d'une conception typique des bastions construits dans les Pays-Bas au cours des années 1530 et 1540, ils sont à flancs brisés avec une gorge assez réduite et ont pu comporter des casemates d'artillerie dans leurs flancs à leur construction,,. Ils sont complétés au centre de la courtine les unissant par un ouvrage affectant la même forme que ces deniers, appelé bastion ou tour du Jambon, mais de taille beaucoup plus petite à la manière d'une caponnière (ou moineau), ce dernier ouvrage comporte (probablement d'origine) une casemate à deux embrasures dans son flanc gauche et de manière fort probable une casemate similaire dans son flanc droit.